# Andrzej Dobek
Andrzej Tomasz Dobek (ur. 17 października 1946 w Łodzi) – polski fizyk, profesor nauk fizycznych, specjalizuje się w biofizyce, fizyce molekularnej oraz fizyce doświadczalnej, nauczyciel akademicki Uniwersytetu im. Adama Mickiewicza w Poznaniu.

## Życiorys
Absolwent I Liceum Ogólnokształcącego im. Karola Marcinkowskiego w Poznaniu. Studia z fizyki ukończył w 1969 na Wydziale Matematyczno-Fizyczno-Chemicznym UAM, gdzie następnie został zatrudniony i zdobywał kolejne szczeble kariery naukowej. W 1972 uzyskał również tytuł magistra biologii. Pracuje jako profesor w Zakładzie Biofizyki Molekularnej na Wydziale Fizyki UAM. Tytuł naukowy profesora nauk fizycznych został mu nadany w 1997 roku. Na macierzystym wydziale pełnił przez dwie kadencje, w latach 1999-2005, funkcję dziekana.
Zainteresowania badawcze A. Dobka dotyczą m.in. badania struktury i oddziaływań białek, kwasów nukleinowych i polisacharydów w roztworze za pomocą laserowej spektroskopii Ramana, rozpraszania Rayleigha, dynamicznego rozpraszania światła, rozpraszania światła w stałym polu magnetycznym i w polu optycznym, optycznej dwójłomności wymuszonej stałym polem magnetycznym, stałym i optycznym polem elektrycznym. Badania A. Dobka dotyczą także pierwotnych zjawisk fotosyntezy przy wykorzystaniu laserowej spektroskopii absorpcji przejściowej, fluorescencji i przy pomocy metod fotonapięciowych. Ponadto w obszarze badawczym A. Dobka znajdują się również pomiary indukcji fluorescencji i jej zaniku na skutek anihilacji ekscytonów oraz teoretyczne i doświadczalne badania pułapkowania i anihilacji wzbudzeń w układach antenowych roślin zielonych i bakterii fotosyntetycznych.
Swoje prace publikował m.in. w amerykańskim „Journal of Physical Chemistry B". Jest członkiem Centralnej Komisji do Spraw Stopni i Tytułów, Polskiego Towarzystwa Fizycznego oraz członkiem rady nadzorczej Fundacji UAM.

## Odznaczenia
- Złoty Krzyż Zasługi[1]